# Ilías Venézis
Ilías Venézis (grec moderne : Ηλίας Βενέζης) est le pseudonyme d'Ilías Méllos (Ηλίας Μέλλος), écrivain grec né le 4 mars 1904 à Ayvalık, en Anatolie et mort le 3 août 1973 à Athènes. Il a écrit plusieurs ouvrages, dont La Grande Pitié et Terre éolienne. Il est considéré comme un écrivain de la génération des années 1930,.

## Biographie
Ilías Venézis est né sujet ottoman à Ayvalik (prononcé Aïvalí en grec, souvent appelé Kydoniés dans ses oeuvres) où il grandit jusqu'à 1914, date où sa famille est forcée de quitter l'Asie Mineure à cause de l'intensification des persécutions après la décision du régime militaire turc le 14 mai 1914 pour l'évacuation des populations grecques des territoires ottomans. Il vit pendant cinq ans à Lesbos où il fait ses études au lycée et il travaille dans une boulangerie pour aider financièrement sa famille. En 1919, après l'occupation de Smyrne par la Grèce, la famille retourne à Ayvalik pendant la guerre gréco-turque de 1919-1922 où Venézis finit l'école. Quand ce territoire est reconquis par l'armée turque en 1922, sa famille s'appréte à quitter Ayvalik mais Ilías est fait prisonnier et est réduit en esclavage dans les bataillons ottomans de travaux forcés. À cette époque, il a à peine 18 ans. Les prisonniers sont emmenés à pied vers l'intérieur du territoire, mais rares sont ceux qui parviennent à destination, car la majorité sont tués en route ou meurent en raison des maltraitances qu'ils subissent. Des 3.000 hommes de Ayvalik emprisonnés, seuls 23 ont survécu, dont Ilías.
Venézis, libéré, rejoint sa famille à Lesbos où il rencontre Strátis Myrivílis, fondateur du journal Kambana ; Myrivílis encourage Venézis à écrire le récit de « son expérience horrifiante d'otage en Turquie », afin de publier le document dans le journal. Ce travail est publié sous forme de feuilleton dans Kambana en 1924. Toutefois, ce récit n'est guère connu en Grèce jusqu'à qu'une version étoffée, sous forme de livre, paraisse en 1931 avec le titre Numéro 31328 (Νούμερο 31328). L'édition française apparaît en 1945 sous le titre La Grande Pitié. Ce récit est adapté en 1978 au cinéma sous le titre 1922.
Deux romans suivront La grande pitié : Sérénité et Terre Éolienne. Ces trois œuvres constituent la seule trilogie de l’auteur. Elles témoignent la Grande Catastrophe dans sa totalité, la vie avant, pendant et après. L’ordre d’apparition des livres ne correspond pas à l’ordre chronologique des événements décrits. Le premier, La grande pitié, publié en 1931, traite les marches de la mort les années de l’exode de 1922. Le deuxième, Sérénité, publié en 1939, témoigne des conditions de vie des réfugiés de l’Asie Mineure aux abords d’Athènes en 1924. Puis le troisième, Terre Éolienne, publié en 1943, décrit la vie sur la côte anatolienne avant les persécutions menées par les Turcs contre les populations chrétiennes en 1914-1915.
Il a vecu à Lesvos en travaillant pour la Banque de Grèce jusqu'à sa mutation à Athènes en 1932. En 1938, il épouse Stavritsa Molyviati, originaire elle aussi d'Ayvalik. Ils ont eu une fille, Anna Venezi-Kosmetatou.
Il a été persécuté et jugé pour ses idées progressistes par le régime de Metaxàs. Puis en 1943, pendant l’occupation allemande, il a été arrêté par les SS pour avoir récité pendant un discours à la Banque de Grèce, une poésie qui faisait allusion à la liberté. Il sera retenu au Block C, au département des condamnés à la mort, à la fameuse prison Avérof. Un grand mouvement de solidarité, soutenu par des intellectuels, des scientifiques et des personnalités célèbres comme Damaskinos d'Athènes, a parvenu à annuler l’ordre d’exécution. Il est libéré après vingt-trois jours d’emprisonnement. À la suite de cette expérience il écriera sa première pièce de théâtre, nommé Block C. Après la guerre, il écrit un éditorial dans le journal Acropolis.
En 1949 il a été invité par le département d'État des États-Unis pour visiter et écrire sur le pays. Pendant six mois il a traversé l’Amérique. À la suite de ce voyage il a écrit la chronique Terre Américaine (Αμερικανική Γη) publié en 1955. La traversée de l’Atlantique à bord du cargo liberty Captain Papazoglou l’a inspiré pour écrire son dernier roman Océan, publié en 1956.
Il a écrit en total cinq romans (dont un en collaboration avec les auteurs Karagatsis, Myrivilis et Terzakis), neuf recueils de nouvelles, cinq récits de voyage, une pièce de théâtre et quatre chroniques et biographies. Ces livres ont été traduits en français, anglais, italien, espagnol, suédois, allemand, turc et russe.
Il a remporté le premier prix de littérature de l’état grec en 1939 pour son roman Sérénité et il a été à deux reprises candidat pour le prix Nobel de littérature, en 1960 et 1964. Il a été élu membre de l’Académie d’Athènes en 1957.
Il est décédé en 1973. En suivant ses consignes, il est enterré à Lesvos, en face des côtes anatoliennes de son enfance. Sur sa tombe à la place de son nom est écrit le mot Sérénité.

## Contribution littéraire
Venézis a contribué à l’inscription de la littérature grecque dans la littérature occidentale. Pour le critique Giannis Chatzinis, Venezis est idéologiquement proche de Knut Hamsun et il approche la vie de la même manière que Marcel Proust et James Joyce. Pour Konstantinos Dedopoulos, Venézis a exprimé la souffrance corporelle en livrant à la littérature grecque la dimension de l’auteur-témoin comme l’ont fait André Malraux, Georges Bernanos, Graham Green et Jean-Paul Sartre. D’après Henri Tonnet : « Venézis est l’un des premiers européens à inscrire un livre dans le genre de littérature concentrationnaire avec ses deux aspects (presque toujours présents) le témoignage de l’horreur pure et la découverte émue de la solidarité humaine.»
D’après Costas Stergiopoulos : « Souvent en phrases courtes, son style d’écriture est concis, parfois tranchant, avec des arrêts abruptes du flux de parole et des phrases composées d’un seul ou presque mot, pour plutôt suggérer qu’annoncer les signifiés. En laissant une certaine imprécision et extension aux dits et aux non-dits, il leur permet de s’exprimer davantage par le silence. ». Cette «imprécision» est le caractère suggestif de l’écriture de Venezis.
Ces livres ont souvent provoqué des débats, le premier débat a éclaté après la publication de La grande pitié. Le camp des conservateurs, représenté par le critique Aristos Kambanis, a accusé l’auteur de ne pas avoir nourri avec son œuvre le sentiment de revanche envers les Turcs. En effet, Venézis, après tout ce qu’il a enduré par l’armée turc ne tombe pas dans le piège du nationalisme. Il est infiniment humaniste. Dans son œuvre il ne cesse de créer des scènes où tout homme, turc, grec ou arménien se met au même niveau, à sa condition humaine, avec ses faiblesses et ses forces. Il est conscient que l’humain est pris dans des entreprises de rapports de force et que tous les peuples sont capables d’atrocités mais aussi de solidarité. Il rappelle souvent dans ce livre, que les grecs avant les turcs ont commis des horreurs sur les mêmes terres.

## Ouvrages

### En grec
- Το Νούμερο 31328, 1924 (roman)
- Ο Μανώλης Λέκας και άλλα διηγήματα, 1928 (recueil de nouvelles)
- Γαλήνη, 1939 (roman)
- Αιγαίο, 1941 (recueil de nouvelles)
- Αιολική Γη, 1943 (roman)
- Άνεμοι, 1944 (recueil de nouvelles)
- Ώρα Πολέμου, 1946 (recueil de nouvelles)
- Μπλοκ C, 1945 (pièce de théatre)
- Έξοδος, 1950 (roman)
- Φθινόπωρο στην Ιταλία, 1950 (chronique)
- Οι νικημένοι, 1954  (recueil de nouvelles)
- Αμερικανική Γη, 1955 (chronique)
- Ωκεανός, 1956 (roman)
- Αργοναύτες, 1962 (chronique)
- Αρχιπέλαγος, 1969 (recueil de nouvelles)
- Το μυθιστόρημα των Τεσσάρων, 1972 (roman)
- Εφταλού, 1972 (recueil de nouvelles)
- Περιηγήσεις, 1973 (chronique)
- Στις ελληνικές θάλασσες. Μυθιστορία του Ιονίου και του Αιγαίου, 1973 (chronique)
- Tο καῒκι του Θησείου και άλλες ιστορίες για μικρούς και μεγάλους, 2006 (recueil de nouvelles)

### En français
- La Grande Pitié, Éditions du Pavois, Paris, 1945 (roman) (BNF 31555722)
- Terre éolienne, Gallimard, Paris, 1947 (roman) (BNF 32631632)
- Sérénité, Nagel, Paris, 1971 (roman) (BNF 35424949)
- Mer Égée, L'Harmattan, Paris, 2010  (recueil de nouvelles) (BNF 2351819)
- Bloc C, Lambert-Lucas, Paris, 2018 (pièce de théatre) (BNF 45481565)